# Lengyelország a 2020. évi nyári olimpiai játékokon
Lengyelország a Tokióban, Japánban megrendezett 2020. évi nyári olimpiai játékok egyik részt vevő nemzete. Az országot az olimpián 24 sportágban 210 sportoló képviselte.

## Érmesek
| Érem  | Versenyző | Sportág    | Versenyszám                       | Dátum        |
| ----- | --- | ---------- | --------------------------------- | ------------ |
| Arany | Iga Baumgart-Witan Kajetan Duszyński Małgorzata Hołub-Kowalik Natalia Kaczmarek Dariusz Kowaluk Justyna Święty-Ersetic Karol Zalewski | Atlétika   | 4 × 400 méteres vegyes váltófutás | július 31.   |
| Arany | Anita Włodarczyk | Atlétika   | Női kalapácsvetés                 | augusztus 3. |
| Arany | Wojciech Nowicki | Atlétika   | Férfi kalapácsvetés               | augusztus 4. |
| Arany | Dawid Tomala | Atlétika   | Férfi 50 km gyaloglás             | augusztus 6. |
| Ezüst | Agnieszka Kobus-Zawojska Maria Sajdak Marta Wieliczko Katarzyna Zillmann                                                              | Evezés     | Női négypárevezős                 | július 28.   |
| Ezüst | Karolina Naja Anna Puławska | Kajak-kenu | Női K-2, 500 m                    | augusztus 3. |
| Ezüst | Agnieszka Skrzypulec Jolanta Ogar-Hill                                                                                                | Vitorlázás | Női 470-es osztály                | augusztus 4. |
| Ezüst | Maria Andrejczyk | Atlétika   | Női gerelyhajítás                 | augusztus 6. |
| Ezüst | Iga Baumgart-Witan Małgorzata Hołub-Kowalik Natalia Kaczmarek Anna Kiełbasińska Justyna Święty-Ersetic                                | Atlétika   | Női 4 × 400 váltófutás            | augusztus 7. |
| Bronz | Tadeusz Michalik | Birkózás   | Férfi 97 kg kötöttfogás           | augusztus 3. |
| Bronz | Malwina Kopron | Atlétika   | Női kalapácsvetés                 | augusztus 3. |
| Bronz | Patryk Dobek | Atlétika   | Férfi 800 méteres síkfutás        | augusztus 4. |
| Bronz | Paweł Fajdek | Atlétika   | Férfi kalapácsvetés               | augusztus 4. |
| Bronz | Karolina Naja Anna Puławska Justyna Iskrzycka Helena Wiśniewska                                                                       | Kajak-kenu | Női K-4, 500 m                    | augusztus 7. |

## Asztalitenisz
Női
| Versenyző                             | Versenyszám | Selejtező         | 1. forduló                   | 2. forduló               | 3. forduló                | Nyolcaddöntő          | Negyeddöntő       | Elődöntő          | Döntő             | Helyezés |
| Versenyző                             | Versenyszám | Ellenfél Eredmény | Ellenfél Eredmény            | Ellenfél Eredmény        | Ellenfél Eredmény         | Ellenfél Eredmény     | Ellenfél Eredmény | Ellenfél Eredmény | Ellenfél Eredmény | Helyezés |
| ------------------------------------- | ----------- | ----------------- | ---------------------------- | ------------------------ | ------------------------- | --------------------- | ----------------- | ----------------- | ----------------- | -------- |
| Li Qian                               | Egyes       | erőnyerő          | erőnyerő                     | erőnyerő                 | Jian Fang Lay (AUS) · 2–4 | kiesett               | kiesett           | kiesett           | kiesett           | kiesett  |
| Natalia Partyka                       | Egyes       | erőnyerő          | Michelle Bromley (AUS) · 4–0 | Dina Meshref (EGY) · 2–4 | kiesett                   | kiesett               | kiesett           | kiesett           | kiesett           | kiesett  |
| Natalia Bajor Li Qian Natalia Partyka | Csapat      |                   |                              |                          |                           | Dél-Korea (KOR) · 2–4 | kiesett           | kiesett           | kiesett           | kiesett  |

## Atlétika
Férfiak
| Versenyző | Versenyszám     | Előfutam | Előfutam | Elődöntő      | Elődöntő      | Döntő         | Döntő         |
| Versenyző | Versenyszám     | Idő      | Hely.    | Idő           | Hely.         | Idő           | Hely.         |
| --- | --------------- | -------- | -------- | ------------- | ------------- | ------------- | ------------- |
| Karol Zalewski | 400 m           | 2:15,38  | 8.       | kiesett       | kiesett       | kiesett       | kiesett       |
| Mateusz Borkowski | 800 m           | 1:45,34  | 2.       | 1:46,54       | 8.            | kiesett       | kiesett       |
| Patryk Dobek | 800 m           | 1:46,59  | 3.       | 1:44,60       | 1.            | 1:45,39       |               |
| Marcin Lewandowski | 1500 m          | 4:43,96  | 15.      | nem ért célba | nem ért célba | kiesett       | kiesett       |
| Michał Rozmys | 1500 m          | 3:36,28  | 6.       | 3:54,53       | 13.           | 3:32,67       | 8.            |
| Damian Czykier | 110 m gát       | 13,61    | 4.       | 13,63         | 6.            | kiesett       | kiesett       |
| Kajetan Duszyński Patryk Grzegorzewicz* Dariusz Kowaluk Jakub Krzewina* Mateusz Rzeźniczak Wiktor Suwara Karol Zalewski | 4 × 400 m váltó | 2:58,55  | 1.       |               |               | 2:58,46       | 5.            |
| Marcin Chabowski | maraton         |          |          |               |               | nem ért célba | nem ért célba |
| Arkadiusz Gardzielewski                                                                                                 | maraton         |          |          |               |               | 2:22:50       | 63.           |
| Adam Nowicki | maraton         |          |          |               |               | 2:17:19       | 38.           |
| Łukasz Niedziałek | 20 km gyaloglás |          |          |               |               | nem ért célba | nem ért célba |
| Rafał Augustyn | 50 km gyaloglás |          |          |               |               | nem ért célba | nem ért célba |
| Artur Brzozowski | 50 km gyaloglás |          |          |               |               | 3:54:08       | 12.           |
| Dawid Tomala | 50 km gyaloglás |          |          |               |               | 3:50:08       |               |

| Versenyző           | Versenyszám   | Selejtező | Selejtező | Döntő    | Döntő   |
| Versenyző           | Versenyszám   | Eredmény  | Hely.     | Eredmény | Hely.   |
| ------------------- | ------------- | --------- | --------- | -------- | ------- |
| Piotr Lisek         | Rúdugrás      | 5,75      | 11.       | 5,80     | 6.      |
| Robert Sobera       | Rúdugrás      | 5,65      | 15.       | kiesett  | kiesett |
| Paweł Wojciechowski | Rúdugrás      | 5,30      | 28.       | kiesett  | kiesett |
| Konrad Bukowiecki   | Súlylökés     | 20,01     | 23.       | kiesett  | kiesett |
| Michał Haratyk      | Súlylökés     | 5,30      | 28.       | kiesett  | kiesett |
| Marcin Krukowski    | Gerelyhajítás | 74,65     | 28.       | kiesett  | kiesett |
| Cyprian Mrzygłód    | Gerelyhajítás | 78,33     | 20.       | kiesett  | kiesett |
| Paweł Fajdek        | Kalapácsvetés | 76,46     | 9.        | 81,53    |         |
| Wojciech Nowicki    | Kalapácsvetés | 79,78     | 1.        | 82,52    |         |

| Versenyző       | Versenyszám | 100 m | 100 m | Távolugrás | Távolugrás | Súlylökés | Súlylökés | Magasugrás | Magasugrás | 400 m | 400 m | 110 m gát | 110 m gát | Diszkoszvetés | Diszkoszvetés | Rúdugrás | Rúdugrás | Gerelyhajítás | Gerelyhajítás | 1500 m  | 1500 m | Végeredmény | Végeredmény |
| Versenyző       | Versenyszám | Idő   | Pont  | Eredmény   | Pont       | Eredmény  | Pont      | Eredmény   | Pont       | Idő   | Pont  | Idő       | Pont      | Eredmény      | Pont          | Eredmény | Pont     | Eredmény      | Pont          | Idő     | Pont   | Pont        | Helyezés    |
| --------------- | ----------- | ----- | ----- | ---------- | ---------- | --------- | --------- | ---------- | ---------- | ----- | ----- | --------- | --------- | ------------- | ------------- | -------- | -------- | ------------- | ------------- | ------- | ------ | ----------- | ----------- |
| Paweł Wiesiołek | Tízpróba    | 10,83 | 899   | 7,27 m     | 878        | 14,90 m   | 784       | 2,02 m     | 822        | 48,24 | 898   | 14,95     | 856       | 48,27 m       | 834           | 4,80 m   | 849      | 51,60 m       | 612           | 4:30,02 | 744    | 8176        | 12.         |

Nők
| Versenyző | Versenyszám     | Előfutam   | Előfutam | Elődöntő | Elődöntő | Döntő      | Döntő   |
| Versenyző | Versenyszám     | Idő        | Hely.    | Idő      | Hely.    | Idő        | Hely.   |
| --- | --------------- | ---------- | -------- | -------- | -------- | ---------- | ------- |
| Natalia Kaczmarek | 400 m           | 51,06      | 2.       | 50,79    | 4.       | kiesett    | kiesett |
| Joanna Jóźwik | 800 m           | 2:01,87    | 3.       | 2:02,32  | 5.       | kiesett    | kiesett |
| Angelika Sarna | 800 m           | 2:02,18    | 4.       | kiesett  | kiesett  | kiesett    | kiesett |
| Anna Wielgosz | 800 m           | 2:03,20    | 6.       | kiesett  | kiesett  | kiesett    | kiesett |
| Martyna Galant | 1500 m          | 4:05,03 PB | 8.       | 4:06,01  | 10.      | kiesett    | kiesett |
| Klaudia Siciarz | 100 m gát       | 12,98      | 6.       | 12,84    | 5.       | kiesett    | kiesett |
| Pia Skrzyszowska | 100 m gát       | 12,75 PB   | 3.       | 12,89    | 6.       | kiesett    | kiesett |
| Joanna Linkiewicz | 400 m gát       | 54,93      | 4.       | 55,67    | 5.       | kiesett    | kiesett |
| Alicja Konieczek | 3000 m akadály  | 9:31,79    | 8.       |          |          | kiesett    | kiesett |
| Aneta Konieczek | 3000 m akadály  | 10:07,25   | 12.      |          |          | kiesett    | kiesett |
| Klaudia Adamek Marlena Gola Paulina Paluch Marika Popowicz-Drapała Pia Skrzyszowska                                        | 4 × 100 m váltó | 43,09      | 4.       |          |          | kiesett    | kiesett |
| Iga Baumgart-Witan Małgorzata Hołub-Kowalik Natalia Kaczmarek Anna Kiełbasińska* Kornelia Lesiewicz Justyna Święty-Ersetic | 4 × 400 m váltó | 3:23,10    | 1.       |          |          | 3:20,53 NR |         |
| Aleksandra Lisowska | maraton         |            |          |          |          | 2:35:33    | 35.     |
| Angelika Mach | maraton         |            |          |          |          | 2:42:26    | 59.     |
| Karolina Nadolska | maraton         |            |          |          |          | 2:32:04    | 14.     |
| Katarzyna Zdziebło | 20 km gyaloglás |            |          |          |          | 1:31:29    | 10.     |

| Versenyző        | Versenyszám   | Selejtező | Selejtező | Döntő    | Döntő   |
| Versenyző        | Versenyszám   | Eredmény  | Hely.     | Eredmény | Hely.   |
| ---------------- | ------------- | --------- | --------- | -------- | ------- |
| Kamila Lićwinko  | Magasugrás    | 1,95      | 8.        | 1,93     | 11.     |
| Paulina Guba     | Súlylökés     | 16,98     | 27.       | kiesett  | kiesett |
| Klaudia Kardasz  | Súlylökés     | 17,76     | 18.       | kiesett  | kiesett |
| Maria Andrejczyk | Gerelyhajítás | 65,24     | 1.        | 64,61    |         |
| Joanna Fiodorow  | Kalapácsvetés | 72,32     | 10.       | 73,83    | 7.      |
| Malwina Kopron   | Kalapácsvetés | 73,06     | 8.        | 75,49    |         |
| Anita Włodarczyk | Kalapácsvetés | 76,99     | 1.        | 78,48    |         |

| Versenyző      | Versenyszám | 100 m gát | 100 m gát | Magasugrás | Magasugrás | Súlylökés | Súlylökés | 200 m | 200 m | Távolugrás | Távolugrás | Gerelyhajítás | Gerelyhajítás | 800 m   | 800 m | Végeredmény | Végeredmény |
| Versenyző      | Versenyszám | Idő       | Pont      | Eredmény   | Pont       | Eredmény  | Pont      | Idő   | Pont  | Eredmény   | Pont       | Eredmény      | Pont          | Idő     | Pont  | Pont        | Helyezés    |
| -------------- | ----------- | --------- | --------- | ---------- | ---------- | --------- | --------- | ----- | ----- | ---------- | ---------- | ------------- | ------------- | ------- | ----- | ----------- | ----------- |
| Adrianna Sułek | Hétpróba    | 13,58     | 1039      | 183 cm     | 1016       | 12,80 m   | 714       | 24,16 | 965   | 593 cm     | 828        | 36,84 m       | 607           | 2:07,92 | 995   | 6164        | 16.         |

## Birkózás
Férfi
Kötöttfogású
| Versenyző        | Versenyszám | Nyolcaddöntő               | Negyeddöntő                  | Elődöntő                   | Vigaszág első kör | Vigaszág elődöntő | Bronz- mérkőzés        | Döntő             | Helyezés |
| Versenyző        | Versenyszám | Ellenfél Eredmény          | Ellenfél Eredmény            | Ellenfél Eredmény          | Ellenfél Eredmény | Ellenfél Eredmény | Ellenfél Eredmény      | Ellenfél Eredmény | Helyezés |
| ---------------- | ----------- | -------------------------- | ---------------------------- | -------------------------- | ----------------- | ----------------- | ---------------------- | ----------------- | -------- |
| Tadeusz Michalik | 97 kg       | Haykel Achouri (TUN) · 4–0 | G'Angelo Hancock (USA) · 3–1 | Musza Jevlojev (ROC) · 3–1 |                   |                   | Szőke Alex (HUN) · 4–0 | Nem jutott be     |          |

Szabadfogású
| Versenyző             | Versenyszám | Nyolcaddöntő                   | Negyeddöntő                     | Elődöntő          | Vigaszág elődöntő | Bronz- mérkőzés   | Döntő             | Helyezés |
| Versenyző             | Versenyszám | Ellenfél Eredmény              | Ellenfél Eredmény               | Ellenfél Eredmény | Ellenfél Eredmény | Ellenfél Eredmény | Ellenfél Eredmény | Helyezés |
| --------------------- | ----------- | ------------------------------ | ------------------------------- | ----------------- | ----------------- | ----------------- | ----------------- | -------- |
| Magomedmurad Gadzhiev | 65 kg       | Jeórjiosz Pilídisz (GRE) · 4–0 | Gadzsimurad Rasidov (ROC) · 1–3 | kiesett           | kiesett           | kiesett           | kiesett           | kiesett  |
| Kamil Rybicki         | 74 kg       | Amr Reda Hussen (EGY) · 1–3    | kiesett                         | kiesett           | kiesett           | kiesett           | kiesett           | kiesett  |

Női
Szabadfogású
| Versenyző           | Versenyszám | Nyolcaddöntő                  | Negyeddöntő              | Elődöntő          | Vigaszág elődöntő          | Bronz- mérkőzés   | Döntő             | Helyezés |
| Versenyző           | Versenyszám | Ellenfél Eredmény             | Ellenfél Eredmény        | Ellenfél Eredmény | Ellenfél Eredmény          | Ellenfél Eredmény | Ellenfél Eredmény | Helyezés |
| ------------------- | ----------- | ----------------------------- | ------------------------ | ----------------- | -------------------------- | ----------------- | ----------------- | -------- |
| Roksana Zasina      | 53 kg       | Tatyjana Amanzsol (KAZ) · 3–1 | Sidocsi Maju (JPN) · 1–4 |                   | Joseph Essombe (CMR) · 1–3 | kiesett           | kiesett           | 7.       |
| Jowita Wrzesień     | 57 kg       | Evelina Nikolova (BUL) · 0–3  | kiesett                  | kiesett           | kiesett                    | kiesett           | kiesett           | kiesett  |
| Agnieszka Wieszczek | 68 kg       | Alla Cserkaszova (BUL) · 0–4  | kiesett                  | kiesett           | kiesett                    | kiesett           | kiesett           | kiesett  |

## Cselgáncs
Férfi
| Versenyző       | Versenyszám | Selejtező         | 32-es főtábla                 | Nyolcaddöntő      | Negyeddöntő       | Elődöntő          | Vigaszág elődöntő | Bronz- mérkőzés   | Döntő             | Helyezés |
| Versenyző       | Versenyszám | Ellenfél Eredmény | Ellenfél Eredmény             | Ellenfél Eredmény | Ellenfél Eredmény | Ellenfél Eredmény | Ellenfél Eredmény | Ellenfél Eredmény | Ellenfél Eredmény | Helyezés |
| --------------- | ----------- | ----------------- | ----------------------------- | ----------------- | ----------------- | ----------------- | ----------------- | ----------------- | ----------------- | -------- |
| Piotr Kuczera   | Középsúly   |                   | Lasha Bekauri (GEO) · 00–10   | kiesett           | kiesett           | kiesett           | kiesett           | kiesett           | kiesett           | kiesett  |
| Maciej Sarnacki | Nehézsúly   |                   | Ushangi Kokauri (AZE) · 00–10 | kiesett           | kiesett           | kiesett           | kiesett           | kiesett           | kiesett           | kiesett  |

Női
| Versenyző          | Versenyszám  | Selejtező         | 32-es főtábla                     | Nyolcaddöntő                 | Negyeddöntő                     | Elődöntő          | Vigaszág elődöntő                | Bronz- mérkőzés   | Döntő             | Helyezés |
| Versenyző          | Versenyszám  | Ellenfél Eredmény | Ellenfél Eredmény                 | Ellenfél Eredmény            | Ellenfél Eredmény               | Ellenfél Eredmény | Ellenfél Eredmény                | Ellenfél Eredmény | Ellenfél Eredmény | Helyezés |
| ------------------ | ------------ | ----------------- | --------------------------------- | ---------------------------- | ------------------------------- | ----------------- | -------------------------------- | ----------------- | ----------------- | -------- |
| Agata Perenc       | Harmatsúly   |                   | Larissa Pimenta (BRA) · 00–01     | kiesett                      | kiesett                         | kiesett           | kiesett                          | kiesett           | kiesett           | kiesett  |
| Julia Kowalczyk    | Könnyűsúly   |                   | Karakas Hedvig (HUN) · 01–00      | Telma Monteiro (POR) · 10–00 | Jessica Klimkait (CAN) · 00–10  | nem jutott be     | Eteri Liparteliani (GEO) · 00–01 | nem jutott be     | nem jutott be     | 7.       |
| Agata Ozdoba-Błach | Váltósúly    |                   | Estefania García (ECU) · 10–00    | Tasiro Miku (JPN) · 10–00    | Maria Centracchio (ITA) · 00–10 | nem jutott be     | Anriquelis Barrios (VEN) · 00–01 | nem jutott be     | nem jutott be     | 7.       |
| Beata Pacut        | Félnehézsúly |                   | Sarah Myriam Mazouz (GAB) · 10–00 | Hamada Sóri (JPN) · 00–10    | kiesett                         | kiesett           | kiesett                          | kiesett           | kiesett           | kiesett  |

## Evezés
Férfi
| Versenyző                                                             | Versenyszám              | Előfutam | Előfutam | Vigaszág | Vigaszág | Elődöntő | Elődöntő | Elődöntő | Döntő | Döntő   | Döntő | Helyezés |
| Versenyző                                                             | Versenyszám              | Idő      | Hely.    | Idő      | Hely.    | Típus    | Hely.    | Idő      | Típus | Hely.   | Idő   | Helyezés |
| --------------------------------------------------------------------- | ------------------------ | -------- | -------- | -------- | -------- | -------- | -------- | -------- | ----- | ------- | ----- | -------- |
| Mateusz Biskup Mirosław Ziętarski                                     | Kétpárevezős             | 6:11,22  | 1.       |          |          | A/B      | 6:24,50  | 3.       | A     | 6:09,17 | 6.    | 6.       |
| Jerzy Kowalski Artur Mikołajczewski                                   | Könnyűsúlyú kétpárevezős | 6:31,85  | 3.       | 6:43,44  | 1.       | A/B      | 6:12,79  | 4.       | B     | 6:16,01 | 2.    | 8.       |
| Fabian Barański Wiktor Chabel Dominik Czaja Szymon Pośnik             | Négypárevezős            | 5:39,25  | 1.       |          |          |          |          |          | A     | 5:34,27 | 4.    | 4.       |
| Marcin Brzeziński Mikołaj Burda Michał Szpakowski Mateusz Wilangowski | Kormányos nélküli négyes | 6:03,38  | 3.       | 6:12,52  | 3.       |          |          |          | B     | 5:57,17 | 1.    | 7.       |

Női
| Versenyző                                                                | Versenyszám              | Előfutam | Előfutam | Vigaszág | Vigaszág | Döntő | Döntő   | Döntő | Helyezés |
| Versenyző                                                                | Versenyszám              | Idő      | Hely.    | Idő      | Hely.    | Típus | Hely.   | Idő   | Helyezés |
| ------------------------------------------------------------------------ | ------------------------ | -------- | -------- | -------- | -------- | ----- | ------- | ----- | -------- |
| Agnieszka Kobus-Zawojska Maria Sajdak Marta Wieliczko Katarzyna Zillmann | Négypárevezős            | 6:18,62  | 2.       |          |          | A     | 6:11,36 | 2.    |          |
| Monika Chabel Joanna Dittmann Olga Michałkiewicz Maria Wierzbowska       | Kormányos nélküli négyes | 6:48,33  | 5.       | 6:46,57  | 2.       | A     | 6:29,95 | 6.    | 6.       |

## Golf
| Versenyző     | Versenyszám | 1. kör | 1. kör   | 2. kör | 2. kör   | 3. kör | 3. kör   | 4. kör | 4. kör   | Összesítés | Összesítés |
| Versenyző     | Versenyszám | Pont   | Helyezés | Pont   | Helyezés | Pont   | Helyezés | Pont   | Helyezés | Pont       | Helyezés   |
| ------------- | ----------- | ------ | -------- | ------ | -------- | ------ | -------- | ------ | -------- | ---------- | ---------- |
| Adrian Meronk | Férfi       | 72     | 49.      | 71     | 48.      | 69     | 34.      | 70     | 42.      | 282        | 51.        |

## Gördeszka
Női
| Versenyző    | Versenyszám | Selejtező | Selejtező | Döntő   | Döntő   |
| Versenyző    | Versenyszám | Pont      | Hely.     | Pont    | Hely.   |
| ------------ | ----------- | --------- | --------- | ------- | ------- |
| Candy Jacobs | Egyéni park | 20,17     | 17.       | kiesett | kiesett |

## Íjászat
Férfi
| Versenyző          | Versenyszám | Selejtező | Selejtező | 64-es főtábla      | 32-es főtábla     | Nyolcaddöntő      | Negyeddöntő       | Elődöntő          | Döntő / Bronzmérkőzés | Döntő / Bronzmérkőzés |
| Versenyző          | Versenyszám | Pont      | Kiemelt   | Ellenfél Eredmény  | Ellenfél Eredmény | Ellenfél Eredmény | Ellenfél Eredmény | Ellenfél Eredmény | Ellenfél Eredmény     | Helyezés              |
| ------------------ | ----------- | --------- | --------- | ------------------ | ----------------- | ----------------- | ----------------- | ----------------- | --------------------- | --------------------- |
| Sławomir Napłoszek | Egyéni      | 637       | 59.       | Wijler (NED) · 4–6 | kiesett           | kiesett           | kiesett           | kiesett           | kiesett               | kiesett               |

Női
| Versenyző       | Versenyszám | Selejtező | Selejtező | 64-es főtábla     | 32-es főtábla     | Nyolcaddöntő      | Negyeddöntő       | Elődöntő          | Döntő / Bronzmérkőzés | Döntő / Bronzmérkőzés |
| Versenyző       | Versenyszám | Pont      | Kiemelt   | Ellenfél Eredmény | Ellenfél Eredmény | Ellenfél Eredmény | Ellenfél Eredmény | Ellenfél Eredmény | Ellenfél Eredmény     | Helyezés              |
| --------------- | ----------- | --------- | --------- | ----------------- | ----------------- | ----------------- | ----------------- | ----------------- | --------------------- | --------------------- |
| Sylwia Zyzańska | Egyéni      | 630       | 42.       | Boari (ITA) · 0–6 | kiesett           | kiesett           | kiesett           | kiesett           | kiesett               | kiesett               |

Vegyes
| Versenyző                          | Versenyszám   | Selejtező | Selejtező | 64-es főtábla     | 32-es főtábla     | Nyolcaddöntő      | Negyeddöntő       | Elődöntő          | Döntő / Bronzmérkőzés | Döntő / Bronzmérkőzés |
| Versenyző                          | Versenyszám   | Pont      | Kiemelt   | Ellenfél Eredmény | Ellenfél Eredmény | Ellenfél Eredmény | Ellenfél Eredmény | Ellenfél Eredmény | Ellenfél Eredmény     | Helyezés              |
| ---------------------------------- | ------------- | --------- | --------- | ----------------- | ----------------- | ----------------- | ----------------- | ----------------- | --------------------- | --------------------- |
| Sławomir Napłoszek Sylwia Zyzańska | Vegyes csapat | 1267      | 24.       |                   |                   | kiesett           | kiesett           | kiesett           | kiesett               | kiesett               |

## Kajak-kenu

### Gyorsasági
Férfi
| Versenyző                      | Versenyszám        | Előfutam | Előfutam | Negyeddöntő | Negyeddöntő | Elődöntő | Elődöntő | Döntő   | Döntő    | Döntő    | Helyezés |
| Versenyző                      | Versenyszám        | Idő      | Hely.    | Idő         | Hely.       | Idő      | Hely.    | Típus   | Idő      | Helyezés | Helyezés |
| ------------------------------ | ------------------ | -------- | -------- | ----------- | ----------- | -------- | -------- | ------- | -------- | -------- | -------- |
| Wiktor Głazunow                | Kenu egyes 1000 m  | 4:25,996 | 6.       | 4:07,632    | 1.          | 4:09,876 | 7.       | B       | 4:04,463 | 5.       | 13.      |
| Mateusz Kamiński               | Kenu egyes 1000 m  | 4:11,202 | 4.       | 4:08,172    | 3.          | kiesett  | kiesett  | kiesett | kiesett  | kiesett  | kiesett  |
| Tomasz Barniak Wiktor Głazunow | Kenu kettes 1000 m | 3:49,956 | 6.       | 3:49,770    | 1.          | 3:28,282 | 3.       | A       | 3:32,317 | 7.       | 7.       |

Női
| Versenyző                                                       | Versenyszám        | Előfutam | Előfutam | Negyeddöntő | Negyeddöntő | Elődöntő | Elődöntő | Döntő   | Döntő    | Döntő    | Helyezés |
| Versenyző                                                       | Versenyszám        | Idő      | Hely.    | Idő         | Hely.       | Idő      | Hely.    | Típus   | Idő      | Helyezés | Helyezés |
| --------------------------------------------------------------- | ------------------ | -------- | -------- | ----------- | ----------- | -------- | -------- | ------- | -------- | -------- | -------- |
| Dorota Borowska                                                 | Kenu egyes 200 m   | 47,655   | 1.       | erőnyerő    | erőnyerő    | 47,703   | 4.       | A       | 47,116   | 4.       | 4.       |
| Marta Walczykiewicz                                             | Kajak egyes 200 m  | 41,100   | 2.       | erőnyerő    | erőnyerő    | 38,563   | 3.       | A       | 39,170   | 4.       | 4.       |
| Helena Wiśniewska                                               | Kajak egyes 200 m  | 41,407   | 4.       | 41,559      | 3.          | kiesett  | kiesett  | kiesett | kiesett  | kiesett  | kiesett  |
| Justyna Iskrzycka                                               | Kajak egyes 500 m  | 1:49,893 | 2.       | erőnyerő    | erőnyerő    | 1:53,899 | 4.       | B       | 1:54,086 | 3.       | 11.      |
| Marta Walczykiewicz                                             | Kajak egyes 500 m  | 1:50,184 | 3.       | erőnyerő    | erőnyerő    | 1:53,860 | 3.       | B       | 1:55,659 | 5.       | 13.      |
| Karolina Naja Anna Puławska                                     | Kajak kettes 500 m | 1:44,606 | 1.       | erőnyerő    | erőnyerő    | 1:37,219 | 4.       | A       | 1:36,753 | 2.       |          |
| Karolina Naja Anna Puławska Justyna Iskrzycka Helena Wiśniewska | Kajak négyes 500 m | 1:33,468 | 1.       | erőnyerő    | erőnyerő    | 1:36,078 | 1.       | A       | 1:36,445 | 3.       |          |

### Szlalom
Férfi
| Versenyző           | Versenyszám | Selejtező | Selejtező | Selejtező | Selejtező | Selejtező     | Selejtező     | Elődöntő | Elődöntő | Döntő   | Döntő    |
| Versenyző           | Versenyszám | 1. futam  | 1. futam  | 2. futam  | 2. futam  | Jobb eredmény | Jobb eredmény | Elődöntő | Elődöntő | Döntő   | Döntő    |
| Versenyző           | Versenyszám | Pont      | Hely.     | Pont      | Hely.     | Pont          | Hely.         | Pont     | Hely.    | Pont    | Helyezés |
| ------------------- | ----------- | --------- | --------- | --------- | --------- | ------------- | ------------- | -------- | -------- | ------- | -------- |
| Grzegorz Hedwig     | Kenu egyes  | 109,09    | 12.       | 105,95    | 13.       | 105,95        | 14.           | 112,16   | 14.      | kiesett | kiesett  |
| Krzysztof Majerczak | Kajak egyes | 99,86     | 17.       | 95,21     | 13.       | 95,21         | 17.           | 100,99   | 15.      | kiesett | kiesett  |

Női
| Versenyző         | Versenyszám | Selejtező | Selejtező | Selejtező | Selejtező | Selejtező     | Selejtező     | Elődöntő | Elődöntő | Döntő   | Döntő    |
| Versenyző         | Versenyszám | 1. futam  | 1. futam  | 2. futam  | 2. futam  | Jobb eredmény | Jobb eredmény | Elődöntő | Elődöntő | Döntő   | Döntő    |
| Versenyző         | Versenyszám | Pont      | Hely.     | Pont      | Hely.     | Pont          | Hely.         | Pont     | Hely.    | Pont    | Helyezés |
| ----------------- | ----------- | --------- | --------- | --------- | --------- | ------------- | ------------- | -------- | -------- | ------- | -------- |
| Aleksandra Stach  | Kenu egyes  | 145,58    | 18.       | 134,03    | 17.       | 134,03        | 19.           | kiesett  | kiesett  | kiesett | kiesett  |
| Klaudia Zwolińska | Kajak egyes | 108,97    | 7.        | 110,46    | 12.       | 108,97        | 10.           | 111,76   | 10.      | 108,98  | 5.       |

## Kerékpározás

### Országúti kerékpározás
Férfi
| Versenyző          | Versenyszám   | Idő           | Helyezés      |
| ------------------ | ------------- | ------------- | ------------- |
| Maciej Bodnar      | Mezőnyverseny | Nem ért célba | Nem ért célba |
| Michał Kwiatkowski | Mezőnyverseny | 6:07:01       | 11.           |
| Rafał Majka        | Mezőnyverseny | 6:09:06       | 19.           |
| Maciej Bodnar      | Időfutam      | 58:47,10      | 18.           |

Női
| Versenyző            | Versenyszám   | Idő      | Helyezés |
| -------------------- | ------------- | -------- | -------- |
| Marta Lach           | Mezőnyverseny | 3:55:13  | 18.      |
| Katarzyna Niewiadoma | Mezőnyverseny | 3:54:31  | 14.      |
| Anna Plichta         | Mezőnyverseny | 3:55:58  | 27.      |
| Anna Plichta         | Időfutam      | 34:56,95 | 24.      |

### Pálya-kerékpározás
Sprintversenyek
| Versenyző        | Versenyszám         | Selejtező | Selejtező | 1. kör                 | Reményfutam 1                     | 2. kör         | Reményfutam 2    | Nyolcaddöntő | Reményfutam 3 | Negyeddöntő  | Elődöntő     | Döntő        | Hely    |
| Versenyző        | Versenyszám         | Idő       | Hely      | Ellenfél Idő           | Ellenfél Idő                      | Ellenfél Idő   | Ellenfél Idő     | Ellenfél Idő | Ellenfél Idő  | Ellenfél Idő | Ellenfél Idő | Ellenfél Idő | Hely    |
| ---------------- | ------------------- | --------- | --------- | ---------------------- | --------------------------------- | -------------- | ---------------- | ------------ | ------------- | ------------ | ------------ | ------------ | ------- |
| Patryk Rajkowski | Férfi egyéni sprint | 9,594     | 14.       | Hszü (CHN) · Gy 10,465 |                                   | Levy (GER) · V | Sahrom (MAS) · V | kiesett      | kiesett       | kiesett      | kiesett      | kiesett      | kiesett |
| Mateusz Rudyk    | Férfi egyéni sprint | 9,493     | 7.        | Webster (NZL) · V      | Barrette (CAN) · Sahrom (MAS) · V | kiesett        | kiesett          | kiesett      | kiesett       | kiesett      | kiesett      | kiesett      | kiesett |
| Marlena Karwacka | Női egyéni sprint   | 11,083    | 26.       | kiesett                | kiesett                           | kiesett        | kiesett          | kiesett      | kiesett       | kiesett      | kiesett      | kiesett      | kiesett |
| Urszula Łoś      | Női egyéni sprint   | 11,047    | 25.       | kiesett                | kiesett                           | kiesett        | kiesett          | kiesett      | kiesett       | kiesett      | kiesett      | kiesett      | kiesett |

Csapatsprint
| Versenyző                                       | Versenyszám        | Selejtező | Selejtező | Elődöntő                   | Elődöntő | Döntő | Döntő                      | Hely |
| Versenyző                                       | Versenyszám        | Idő       | Hely      | Ellenfél Idő               | Hely     | Típus | Ellenfél Idő               | Hely |
| ----------------------------------------------- | ------------------ | --------- | --------- | -------------------------- | -------- | ----- | -------------------------- | ---- |
| Krzysztof Maksel Patryk Rajkowski Mateusz Rudyk | Férfi csapatsprint | 43,516    | 8.        | Hollandia (NED) · V 43,307 | 8.       | D     | Új-Zéland (NZL) · V 46,431 | 8.   |
| Marlena Karwacka Urszula Łoś                    | Női csapatsprint   | 33,244    | 6.        | Hollandia (NED) · V 33,022 | 7.       | D     | Ukrajna (UKR) · Gy 33,054  | 7.   |

Keirin
| Versenyző        | Versenyszám  | 1. kör | Reményfutam | Negyeddöntő | Elődöntő | Döntő   | Döntő   | Hely    |
| Versenyző        | Versenyszám  | Hely   | Hely        | Hely        | Hely     | Típus   | Hely    | Hely    |
| ---------------- | ------------ | ------ | ----------- | ----------- | -------- | ------- | ------- | ------- |
| Patryk Rajkowski | Férfi keirin | 3.     | 5.          | kiesett     | kiesett  | kiesett | kiesett | kiesett |
| Mateusz Rudyk    | Férfi keirin | 6.     | 4.          | kiesett     | kiesett  | kiesett | kiesett | kiesett |
| Marlena Karwacka | Női keirin   | 5.     | 4.          | kiesett     | kiesett  | kiesett | kiesett | kiesett |
| Urszula Łoś      | Női keirin   | 3.     | 3.          | kiesett     | kiesett  | kiesett | kiesett | kiesett |

Omnium
| Versenyző     | Versenyszám  | Scratch | Scratch | Tempo verseny | Tempo verseny | Kieséses verseny | Kieséses verseny | Pontverseny | Össz. pont    | Hely          |
| Versenyző     | Versenyszám  | Hely    | Pont    | Hely          | Pont          | Hely             | Pont             | Pont        | Össz. pont    | Hely          |
| ------------- | ------------ | ------- | ------- | ------------- | ------------- | ---------------- | ---------------- | ----------- | ------------- | ------------- |
| Szymon Sajnok | Férfi omnium | 14.     | 14      | 9.            | 24            | 16.              | 10               | 0           | 48            | 16.           |
| Daria Pikulik | Női omnium   | 13.     | 16      | nem ért célba | 0             | nem indult       | nem indult       | nem indult  | nem ért célba | nem ért célba |

Madison
| Versenyző                         | versenyszám   | Pont | Hely |
| --------------------------------- | ------------- | ---- | ---- |
| Szymon Sajnok Daniel Staniszewski | Férfi madison | 0    | 8.   |
| Daria Pikulik Wiktoria Pikulik    | Női madison   | 9    | 6.   |

### Hegyi-kerékpározás
| Versenyző         | Versenyszám        | Idő     | Helyezés |
| ----------------- | ------------------ | ------- | -------- |
| Bartłomiej Wawak  | Férfi terepverseny | 1:29:10 | 19.      |
| Maja Włoszczowska | Női terepverseny   | 1:24:25 | 20.      |

## Kosárlabda

### Férfi 3x3
| Lengyel férfi 3x3 kosárlabdacsapat-játékoskeret                        | Lengyel férfi 3x3 kosárlabdacsapat-játékoskeret |
| ---------------------------------------------------------------------- | ----------------------------------------------- |
| - Michael Hicks - Paweł Pawłowski - Szymon Rduch - Przemysław Zamojski |                                                 |

Eredmények
Csoportkör
| Hely. | Csapat                                       | M | Gy | V | P+  | P–  | Pk  | Továbbjutás |
| ----- | -------------------------------------------- | - | -- | - | --- | --- | --- | ----------- |
| 1.    | Szerbia (SRB)                                | 7 | 7  | 0 | 138 | 91  | +47 | Elődöntő    |
| 2.    | Belgium (BEL)                                | 7 | 4  | 3 | 126 | 127 | −1  | Elődöntő    |
| 3.    | Lettország (LAT)                             | 7 | 4  | 3 | 133 | 129 | +4  | Negyeddöntő |
| 4.    | Hollandia (NED)                              | 7 | 4  | 3 | 132 | 129 | +3  | Negyeddöntő |
| 5.    | Az Orosz Olimpiai Bizottság versenyzői (ROC) | 7 | 3  | 4 | 116 | 125 | −9  | Negyeddöntő |
| 6.    | Japán (JPN) (R)                              | 7 | 2  | 5 | 123 | 134 | −11 | Negyeddöntő |
| 7.    | Lengyelország (POL)                          | 7 | 2  | 5 | 120 | 130 | −10 |             |
| 8.    | Kína (CHN)                                   | 7 | 2  | 5 | 119 | 142 | −23 |             |

| 2021. július 24. 11:35 | Lengyelország (POL) | 14–21 | Lettország (LAT) | Játékvezetők: Markos Michaelides (SUI), Edmond Ho (HKG) |
| 2021. július 24. 11:35 | Jegyzőkönyv         |       |                  | Játékvezetők: Markos Michaelides (SUI), Edmond Ho (HKG) |
| 2021. július 24. 11:35 | Hicks 8             | Pont  | Miezis 7         | Játékvezetők: Markos Michaelides (SUI), Edmond Ho (HKG) |

| 2021. július 24. 19:05 | Japán (JPN)       | 19–20 (h. u.) | Lengyelország (POL)   | Játékvezetők: Vlad Ghizdareanu (ROU), Jasmina Juras (SRB) |
| 2021. július 24. 19:05 | Jegyzőkönyv       |               |                       | Játékvezetők: Vlad Ghizdareanu (ROU), Jasmina Juras (SRB) |
| 2021. július 24. 19:05 | Brown, Tominaga 7 | Pont          | Pawłowski, Zamojski 7 | Játékvezetők: Vlad Ghizdareanu (ROU), Jasmina Juras (SRB) |

| 2021. július 25. 12:00 | Lengyelország (POL) | 12–15 | Szerbia (SRB) | Játékvezetők: Evgeny Ostrovskiy (RUS), Markos Michaelides (SUI) |
| 2021. július 25. 12:00 | Jegyzőkönyv         |       |               | Játékvezetők: Evgeny Ostrovskiy (RUS), Markos Michaelides (SUI) |
| 2021. július 25. 12:00 | Pawłowski 4         | Pont  | Vasić 5       | Játékvezetők: Evgeny Ostrovskiy (RUS), Markos Michaelides (SUI) |

| 2021. július 25. 18:40 | Az Orosz Olimpiai Bizottság versenyzői (ROC) | 16–21 | Lengyelország (POL) | Játékvezetők: Edmond Ho (HKG), Jasmina Juras (SRB) |
| 2021. július 25. 18:40 | Jegyzőkönyv                                  |       |                     | Játékvezetők: Edmond Ho (HKG), Jasmina Juras (SRB) |
| 2021. július 25. 18:40 | Piszklov 6                                   | Pont  | Pawłowski 8         | Játékvezetők: Edmond Ho (HKG), Jasmina Juras (SRB) |

| 2021. július 26. 19:05 | Lengyelország (POL) | 19–21 | Kína (CHN)                  | Játékvezetők: Vlad Ghizdareanu (ROU), Jasmina Juras (SRB) |
| 2021. július 26. 19:05 | Jegyzőkönyv         |       |                             | Játékvezetők: Vlad Ghizdareanu (ROU), Jasmina Juras (SRB) |
| 2021. július 26. 19:05 | Pawłowski 7         | Pont  | Hu Csin-csiu (Hu Jinqiu) 12 | Játékvezetők: Vlad Ghizdareanu (ROU), Jasmina Juras (SRB) |

| 2021. július 26. 22:25 | Hollandia (NED)            | 22–20 (h. u.) | Lengyelország (POL) | Játékvezetők: Markos Michaelides (SUI), Evgeny Ostrovskiy (RUS) |
| 2021. július 26. 22:25 | Jegyzőkönyv                |               |                     | Játékvezetők: Markos Michaelides (SUI), Evgeny Ostrovskiy (RUS) |
| 2021. július 26. 22:25 | Bekkering, Van der Horst 6 | Pont          | Hicks 8             | Játékvezetők: Markos Michaelides (SUI), Evgeny Ostrovskiy (RUS) |

| 2021. július 27. 14:40 | Belgium (BEL) | 16–14 | Lengyelország (POL) | Játékvezetők: Edmond Ho (HKG), Vlad Ghizdareanu (ROU) |
| 2021. július 27. 14:40 | Jegyzőkönyv   |       |                     | Játékvezetők: Edmond Ho (HKG), Vlad Ghizdareanu (ROU) |
| 2021. július 27. 14:40 | Vervoort 11   | Pont  | Hicks 8             | Játékvezetők: Edmond Ho (HKG), Vlad Ghizdareanu (ROU) |

| Csapat              | Helyezés |
| ------------------- | -------- |
| Lengyelország (POL) | 7.       |

## Lovaglás
Lovastusa
| Versenyző                                      | Ló               | Versenyszám | Díjlovaglás | Díjlovaglás | Tereplovaglás | Tereplovaglás | Tereplovaglás | Díjugratás | Díjugratás  | Díjugratás | Díjugratás | Végeredmény | Végeredmény |
| Versenyző                                      | Ló               | Versenyszám | Díjlovaglás | Díjlovaglás | Tereplovaglás | Tereplovaglás | Tereplovaglás | Selejtező  | Selejtező   | Selejtező  | Döntő      | Végeredmény | Végeredmény |
| Versenyző                                      | Ló               | Versenyszám | Bünt.       | Hely.       | Bünt.         | Bünt. össz.   | Hely.         | Bünt.      | Bünt. össz. | Hely.      | Bünt.      | Bünt.       | Helyezés    |
| ---------------------------------------------- | ---------------- | ----------- | ----------- | ----------- | ------------- | ------------- | ------------- | ---------- | ----------- | ---------- | ---------- | ----------- | ----------- |
| Małgorzata Cybulska                            | Chenaro 2        | Egyéni      | 31,00       | 18.         | 200,00        | kiesett       | kiesett       | kiesett    | kiesett     | kiesett    | kiesett    | kiesett     | kiesett     |
| Joanna Pawlak                                  | Fantastic Frieda | Egyéni      | 40,50       | 55.         | 45,20         | 85,70         | 41.           | 100,00     | nem indult  | nem indult | kiesett    | kiesett     | kiesett     |
| Jan Kamiński                                   | Jard             | Egyéni      | 33,10       | 32.         | 12,80         | 45,90         | 30.           | 9,20       | 55,10       | 29.        | kiesett    | 55,10       | 29.         |
| Małgorzata Cybulska Joanna Pawlak Jan Kamiński | Fentiek          | Csapat      | 104,60      | 12.         | 258,00        | 362,60        | 13.           | 117,20     | 479,80      | 13.        |            | 479,80      | 13.         |

## Ökölvívás
Férfi
| Versenyző      | Versenyszám | Selejtező           | Nyolcaddöntő      | Negyeddöntő       | Elődöntő          | Döntő             | Helyezés |
| Versenyző      | Versenyszám | Ellenfél Eredmény   | Ellenfél Eredmény | Ellenfél Eredmény | Ellenfél Eredmény | Ellenfél Eredmény | Helyezés |
| -------------- | ----------- | ------------------- | ----------------- | ----------------- | ----------------- | ----------------- | -------- |
| Damian Durkacz | Könnyűsúly  | Mamedov (ROC) · 0–5 | kiesett           | kiesett           | kiesett           | kiesett           | kiesett  |

Női
| Versenyző          | Versenyszám | Selejtező             | Nyolcaddöntő          | Negyeddöntő       | Elődöntő          | Döntő             | Helyezés |
| Versenyző          | Versenyszám | Ellenfél Eredmény     | Ellenfél Eredmény     | Ellenfél Eredmény | Ellenfél Eredmény | Ellenfél Eredmény | Helyezés |
| ------------------ | ----------- | --------------------- | --------------------- | ----------------- | ----------------- | ----------------- | -------- |
| Sandra Drabik      | Légsúly     | Rakhimova (UZB) · 1–4 | kiesett               | kiesett           | kiesett           | kiesett           | kiesett  |
| Karolina Koszewska | Váltósúly   | Yunusova (UZB) · 5–0  | Sürmeneli (TUR) · 0–5 | kiesett           | kiesett           | kiesett           | kiesett  |
| Elżbieta Wójcik    | Középsúly   |                       | Fontijn (NED) · 1–4   | kiesett           | kiesett           | kiesett           | kiesett  |

## Öttusa
| Versenyző         | Versenyszám | Vívás (V) | Vívás (V) | Úszás   | Úszás | Úszás | Bónusz vívás (B) | Bónusz vívás (B) | Bónusz vívás (B) | Lovaglás | Lovaglás | Lovaglás | Lovaglás | Futás/Lövészet | Futás/Lövészet | Futás/Lövészet | Futás/Lövészet | Összesen    | Összesen |
| Versenyző         | Versenyszám | Eredmény  | Pont      | Idő     | Pont  | Hely. | Eredmény         | Pont             | V+B Hely.        | Idő      | Hibapont | Pont     | Hely.    | Lövőhiba       | Idő            | Pont           | Hely.          | Összes pont | Helyezés |
| ----------------- | ----------- | --------- | --------- | ------- | ----- | ----- | ---------------- | ---------------- | ---------------- | -------- | -------- | -------- | -------- | -------------- | -------------- | -------------- | -------------- | ----------- | -------- |
| Łukasz Gutkowski  | Férfi       | 19–16     | 214       | 2:00,59 | 309   | 11.   | 1–1              | 1                | 12.              | 81,31    | 21       | 278      | 24.      | 8              | 11:02,50       | 638            | 8.             | 1440        | 12.      |
| Sebastian Stasiak | Férfi       | 18–17     | 208       | 2:04,59 | 301   | 25.   | 0–1              | 0                | 16.              | 79,65    | 14       | 286      | 13.      | 1              | 10:55,95       | 645            | 5.             | 1440        | 13.      |
| Anna Maliszewska  | Női         | 18–17     | 208       | 2:17,23 | 276   | 26.   | 0–1              | 0                | 17.              | 112,27   | 34       | 234      | 28.      | 6              | 12:15,02       | 565            | 8.             | 1283        | 20.      |

## Röplabda

### Strandröplabda
Férfi
| Versenyző                    | Csoportkör | Csoportkör | 16 közé jutásért                                            | Nyolcaddöntő                                      | Negyeddöntő       | Elődöntő          | Döntő             | Helyezés |
| Versenyző                    | Ellenfél Eredmény | Hely.      | Ellenfél Eredmény                                           | Ellenfél Eredmény                                 | Ellenfél Eredmény | Ellenfél Eredmény | Ellenfél Eredmény | Helyezés |
| ---------------------------- | --- | ---------- | ----------------------------------------------------------- | ------------------------------------------------- | ----------------- | ----------------- | ----------------- | -------- |
| Michał Bryl Grzegorz Fijałek | E csoport · Marokkó (MAR) · El Graoui · Abicha · 21–17, 21–11 · Chile (CHI) · M. Grimalt · E. Grimalt · 21–17, 21–18 · Brazília (BRA) · Oliveira · Schmidt · 21–19, 14–21, 15–17 | 2.         |                                                             | Olaszország (ITA) · Nicolai · Lupo · 20–22, 18–21 | kiesett           | kiesett           | kiesett           | kiesett  |
| Piotr Kantor Bartosz Łosiak  | F csoport · Japán (JPN) · Isidzsima · Siratori · 21–15, 21–14 · Németország (GER) · Thole · Wickler · 20–22, 16–21 · Olaszország (ITA) · Nicolai · Lupo · 19–21, 21–17, 10–15    | 3.         | Spanyolország (ESP) · Gavira · Herrera · 29–31, 21–19, 7–15 | kiesett                                           | kiesett           | kiesett           | kiesett           | kiesett  |

### Teremröplabda
Férfi
| Lengyel férfi röplabdacsapat-játékoskeret                                                                | Lengyel férfi röplabdacsapat-játékoskeret                                                                       |
| --- | --- |
| - Piotr Nowakowski - Łukasz Kaczmarek - Bartosz Kurek - Wilfredo León - Fabian Drzyzga - Grzegorz Łomacz | - Michał Kubiak (C) - Aleksander Śliwka - Jakub Kochanowski - Kamil Semeniuk - Paweł Zatorski - Mateusz Bieniek |

Eredmények
Csoportkör
| Hely. | Csapat              | M | Gy | V | Pont | Sz+ | Sz– | SzA   | P+  | P–  | PA    | Továbbjutás |
| ----- | ------------------- | - | -- | - | ---- | --- | --- | ----- | --- | --- | ----- | ----------- |
| 1.    | Lengyelország (POL) | 5 | 4  | 1 | 13   | 14  | 4   | 3,500 | 435 | 365 | 1,192 | Negyeddöntő |
| 2.    | Olaszország (ITA)   | 5 | 4  | 1 | 11   | 12  | 7   | 1,714 | 447 | 411 | 1,088 | Negyeddöntő |
| 3.    | Japán (JPN) (R)     | 5 | 3  | 2 | 7    | 10  | 9   | 1,111 | 437 | 433 | 1,009 | Negyeddöntő |
| 4.    | Kanada (CAN)        | 5 | 2  | 3 | 7    | 9   | 9   | 1,000 | 396 | 387 | 1,023 | Negyeddöntő |
| 5.    | Irán (IRI)          | 5 | 2  | 3 | 6    | 9   | 11  | 0,818 | 453 | 460 | 0,985 |             |
| 6.    | Venezuela (VEN)     | 5 | 0  | 5 | 0    | 1   | 15  | 0,067 | 281 | 393 | 0,715 |             |

| 2021. július 24. 19:40 (12:40) | Lengyelország (POL)                             | 2–3 | Irán (IRI) | Ariake Arena, Tokió Játékvezető: Daniele Rapisarda (ITA), Juraj Mokrý (SVK) |
| 2021. július 24. 19:40 (12:40) | (25–18, 22–25, 22–25, 25–22, 21–23) Jegyzőkönyv |     |            | Ariake Arena, Tokió Játékvezető: Daniele Rapisarda (ITA), Juraj Mokrý (SVK) |

| 2021. július 26. 14:20 (7:20) | Lengyelország (POL)               | 3–0 | Olaszország (ITA) | Ariake Arena, Tokió Játékvezető: Paulo Turci (BRA), Denny Cespedes (DOM) |
| 2021. július 26. 14:20 (7:20) | (25–20, 26–24, 25–20) Jegyzőkönyv |     |                   | Ariake Arena, Tokió Játékvezető: Paulo Turci (BRA), Denny Cespedes (DOM) |

| 2021. július 28. 16:25 (9:25) | Lengyelország (POL)                      | 3–1 | Venezuela (VEN) | Ariake Arena, Tokió Játékvezető: Hamid Al-Rousi (UAE), Shin Muranaka (JPN) |
| 2021. július 28. 16:25 (9:25) | (25–16, 25–13, 18–25, 25–15) Jegyzőkönyv |     |                 | Ariake Arena, Tokió Játékvezető: Hamid Al-Rousi (UAE), Shin Muranaka (JPN) |

| 2021. július 30. 14:20 (7:20) | Japán (JPN)                       | 0–3 | Lengyelország (POL) | Ariake Arena, Tokió Játékvezető: Hernán Casamiquela (ARG), Liu Jiang (CHN) |
| 2021. július 30. 14:20 (7:20) | (22–25, 21–25, 24–26) Jegyzőkönyv |     |                     | Ariake Arena, Tokió Játékvezető: Hernán Casamiquela (ARG), Liu Jiang (CHN) |

| 2021. augusztus 1. 9:00 (2:00) | Lengyelország (POL)               | 3–0 | Kanada (CAN) | Ariake Arena, Tokió Játékvezető: Paulo Turci (BRA), Hamid Al-Rousi (UAE) |
| 2021. augusztus 1. 9:00 (2:00) | (25–15, 25–21, 25–16) Jegyzőkönyv |     |              | Ariake Arena, Tokió Játékvezető: Paulo Turci (BRA), Hamid Al-Rousi (UAE) |

Negyeddöntő
| 2021. augusztus 3. 21:30 (14:30) | Lengyelország (POL)                            | 2–3 | Franciaország (FRA) | Ariake Arena, Tokió Játékvezető: Juraj Mokrý (SVK), Daniele Rapisarda (ITA) |
| 2021. augusztus 3. 21:30 (14:30) | (25–21, 22–25, 25–21, 21–25, 9–15) Jegyzőkönyv |     |                     | Ariake Arena, Tokió Játékvezető: Juraj Mokrý (SVK), Daniele Rapisarda (ITA) |

| Csapat              | Helyezés |
| ------------------- | -------- |
| Lengyelország (POL) | 5.       |

## Sportlövészet
Férfi
| Versenyző      | Versenyszám          | Selejtező | Selejtező | Döntő   | Döntő    |
| Versenyző      | Versenyszám          | Pont      | Helyezés  | Pont    | Helyezés |
| -------------- | -------------------- | --------- | --------- | ------- | -------- |
| Tomasz Bartnik | Légpuska             | 625,4     | 23.       | kiesett | kiesett  |
| Tomasz Bartnik | Sportpuska összetett | 1171      | 15.       | kiesett | kiesett  |

Női
| Versenyző              | Versenyszám          | Selejtező | Selejtező | Döntő   | Döntő    |
| Versenyző              | Versenyszám          | Pont      | Helyezés  | Pont    | Helyezés |
| ---------------------- | -------------------- | --------- | --------- | ------- | -------- |
| Sandra Bernal          | Trap                 | 119       | 9.        | kiesett | kiesett  |
| Klaudia Breś           | Légpisztoly          | 571       | 21.       | kiesett | kiesett  |
| Klaudia Breś           | Sportpisztoly        | 578       | 24.       | kiesett | kiesett  |
| Aleksandra Jarmolińska | Skeet                | 114       | 19.       | kiesett | kiesett  |
| Aneta Stankiewicz      | Légpuska             | 626,8     | 15.       | kiesett | kiesett  |
| Aneta Stankiewicz      | Sportpuska összetett | 1167      | 16.       | kiesett | kiesett  |

Vegyes
| Versenyző                        | Versenyszám | Selejtező | Selejtező | Elődöntő | Elődöntő | Döntő   | Döntő    |
| Versenyző                        | Versenyszám | Pont      | Helyezés  | Pont     | Helyezés | Pont    | Helyezés |
| -------------------------------- | ----------- | --------- | --------- | -------- | -------- | ------- | -------- |
| Tomasz Bartnik Aneta Stankiewicz | Légpuska    | 630,8     | 2.        | 414,0    | 8.       | kiesett | kiesett  |

## Sportmászás
| Versenyző           | Versenyszám   | Selejtező  | Selejtező  | Selejtező  | Selejtező  | Selejtező | Selejtező | Összesítés | Összesítés | Döntő      | Döntő      | Döntő      | Döntő      | Döntő     | Döntő     | Összesítés | Összesítés |
| Versenyző           | Versenyszám   | Gyorsasági | Gyorsasági | Bouldering | Bouldering | Nehézségi | Nehézségi | Összesítés | Összesítés | Gyorsasági | Gyorsasági | Bouldering | Bouldering | Nehézségi | Nehézségi | Összesítés | Összesítés |
| Versenyző           | Versenyszám   | Idő        | Hely       | Pont       | Hely       | Pont      | Hely      | Pont       | Hely       | Idő        | Hely       | Pont       | Hely       | Pont      | Hely      | Pont       | Hely       |
| ------------------- | ------------- | ---------- | ---------- | ---------- | ---------- | --------- | --------- | ---------- | ---------- | ---------- | ---------- | ---------- | ---------- | --------- | --------- | ---------- | ---------- |
| Aleksandra Mirosław | Női kombinált | 6,97       | 1.         | 0T0z 0 0   | 20.        | 12        | 19        | 380,00     | 7.         | 6,84       | 1.         | 0T0z 0 0   | 8.         | 9+        | 8.        | 64         | 4.         |

## Súlyemelés
Férfi
| Versenyző           | Versenyszám | Szakítás | Szakítás | Lökés    | Lökés    | Összesen | Helyezés |
| Versenyző           | Versenyszám | Eredmény | Helyezés | Eredmény | Helyezés | Összesen | Helyezés |
| ------------------- | ----------- | -------- | -------- | -------- | -------- | -------- | -------- |
| Bartłomiej Adamus   | 96 kg       | 163      | 9.       | 197      | 9.       | 360      | 7.       |
| Arkadiusz Michalski | 109 kg      | 175      | 10.      | 216      | 7.       | 391      | 7.       |

Női
| Versenyző        | Versenyszám | Szakítás | Szakítás | Lökés    | Lökés    | Összesen | Helyezés |
| Versenyző        | Versenyszám | Eredmény | Helyezés | Eredmény | Helyezés | Összesen | Helyezés |
| ---------------- | ----------- | -------- | -------- | -------- | -------- | -------- | -------- |
| Joanna Łochowska | 55 kg       | 84       | 10.      | 102      | 10.      | 186      | 10.      |

## Taekwondo
Női
| Versenyző            | Versenyszám | Nyolcaddöntő               | Negyeddöntő                | Elődöntő          | Vigaszág elődöntő         | Bronz- mérkőzés             | Döntő             | Helyezés |
| Versenyző            | Versenyszám | Ellenfél Eredmény          | Ellenfél Eredmény          | Ellenfél Eredmény | Ellenfél Eredmény         | Ellenfél Eredmény           | Ellenfél Eredmény | Helyezés |
| -------------------- | ----------- | -------------------------- | -------------------------- | ----------------- | ------------------------- | --------------------------- | ----------------- | -------- |
| Patrycja Adamkiewicz | Pehelysúly  | Csou Li-csün (CHN) · 17–31 | kiesett                    | kiesett           | kiesett                   | kiesett                     | kiesett           | kiesett  |
| Aleksandra Kowalczuk | Nehézsúly   | Reba Stewart (AUS) · 7–2   | Milica Mandić (SRB) · 4–11 | Nem jutott be     | Faith Ogallo (KEN) · 15–7 | Bianca Walkden (GBR) · 4–11 | Nem jutott be     | 5.       |

## Tenisz
Férfi
| Versenyző                   | Versenyszám | 64-es főtábla                      | 32-es főtábla                     | Nyolcaddöntő      | Negyeddöntő       | Elődöntő          | Bronz- mérkőzés   | Döntő             | Helyezés |         |
| Versenyző                   | Versenyszám | Ellenfél Eredmény                  | Ellenfél Eredmény                 | Ellenfél Eredmény | Ellenfél Eredmény | Ellenfél Eredmény | Ellenfél Eredmény | Ellenfél Eredmény | Helyezés |         |
| --------------------------- | ----------- | ---------------------------------- | --------------------------------- | ----------------- | ----------------- | ----------------- | ----------------- | ----------------- | -------- | ------- |
| Hubert Hurkacz              | Egyes       | Luke Saville (AUS) · 6-2, 6-4      | Liam Broady (GBR) · 5-7, 6-3, 3-6 | kiesett           | kiesett           | kiesett           | kiesett           | kiesett           | kiesett  |         |
| Kamil Majchrzak             | Egyes       | Miomir Kecmanović (SRB) · 4-6, 2-6 |                                   | kiesett           | kiesett           | kiesett           | kiesett           | kiesett           | kiesett  | kiesett |
| Hubert Hurkacz Łukasz Kubot | Páros       |                                    | Struff / Zverev (GER) · 2-6, 6-7  | kiesett           | kiesett           | kiesett           | kiesett           | kiesett           | kiesett  |         |

Női
| Versenyző                     | Versenyszám | 64-es főtábla                     | 32-es főtábla                          | Nyolcaddöntő      | Negyeddöntő       | Elődöntő          | Bronz- mérkőzés   | Döntő             | Helyezés |
| Versenyző                     | Versenyszám | Ellenfél Eredmény                 | Ellenfél Eredmény                      | Ellenfél Eredmény | Ellenfél Eredmény | Ellenfél Eredmény | Ellenfél Eredmény | Ellenfél Eredmény | Helyezés |
| ----------------------------- | ----------- | --------------------------------- | -------------------------------------- | ----------------- | ----------------- | ----------------- | ----------------- | ----------------- | -------- |
| Magda Linette                 | Egyes       | Arina Szabalenka (BLR) · 2-6, 1-6 | kiesett                                | kiesett           | kiesett           | kiesett           | kiesett           | kiesett           | kiesett  |
| Iga Świątek                   | Egyes       | Mona Barthel (GER) · 6-2, 6-2     | Paula Badosa (ESP) · 3-6, 6-7          | kiesett           | kiesett           | kiesett           | kiesett           | kiesett           | kiesett  |
| Magda Linette Alicja Rosolska | Páros       |                                   | Mattek-Sands / Pegula (USA) · 1-6, 3-6 | kiesett           | kiesett           | kiesett           | kiesett           | kiesett           | kiesett  |

Vegyes
| Versenyző                | Versenyszám  | Nyolcaddöntő                     | Negyeddöntő                          | Elődöntő          | Bronz- mérkőzés   | Döntő             | Helyezés |
| Versenyző                | Versenyszám  | Ellenfél Eredmény                | Ellenfél Eredmény                    | Ellenfél Eredmény | Ellenfél Eredmény | Ellenfél Eredmény | Helyezés |
| ------------------------ | ------------ | -------------------------------- | ------------------------------------ | ----------------- | ----------------- | ----------------- | -------- |
| Iga Świątek Łukasz Kubot | Vegyes páros | Ferro / Herbert (FRA) · 6-3, 7-6 | Vesznyina / Karacev (ROC) · 4-6, 4-6 | kiesett           | kiesett           | kiesett           | kiesett  |

## Torna
| Versenyző      | Versenyszám          | Selejtező | Selejtező | Döntő   | Döntő   |
| Versenyző      | Versenyszám          | Pont      | Hely      | Pont    | Hely    |
| -------------- | -------------------- | --------- | --------- | ------- | ------- |
| Gabriela Janik | Női egyéni összetett | 50,932    | 54.       | kiesett | kiesett |

## Úszás
Férfi
| Versenyző                                                      | Versenyszám      | Előfutam | Előfutam | Elődöntő | Elődöntő | Döntő   | Döntő    |
| Versenyző                                                      | Versenyszám      | Idő      | Hely.    | Idő      | Hely.    | Idő     | Helyezés |
| -------------------------------------------------------------- | ---------------- | -------- | -------- | -------- | -------- | ------- | -------- |
| Krzysztof Chmielewski                                          | 200 m pillangó   | 1:55,77  | 13.      | 1:55,29  | 7.       | 1:55,88 | 8.       |
| Krzysztof Chmielewski                                          | 50 m gyors       | 22,33    | 31.      | kiesett  | kiesett  | kiesett | kiesett  |
| Paweł Juraszek                                                 | 50 m gyors       | 21,97    | =15.     | 21,88    | 14.      | kiesett | kiesett  |
| Radosław Kawęcki                                               | 200 m mell       | 1:56,83  | 6.       | 1:56,68  | 7.       | 1:56,39 | 6.       |
| Paweł Korzeniowski                                             | 100 m pillangó   | 52,00    | 22.      | kiesett  | kiesett  | kiesett | kiesett  |
| Jakub Majerski                                                 | 100 m pillangó   | 50,97    | 3.       | 51,24    | 7.       | 50,92   | =5.      |
| Jakub Majerski                                                 | 200 m pillangó   | 1:57,91  | 27.      | kiesett  | kiesett  | kiesett | kiesett  |
| Jakub Skierka                                                  | 200 m hát        | 1:59,30  | 27.      | kiesett  | kiesett  | kiesett | kiesett  |
| Kacper Stokowski                                               | 100 m hát        | 53,99    | 23.      | kiesett  | kiesett  | kiesett | kiesett  |
| Konrad Czerniak Jakub Kraska Kacper Majchrzak Karol Ostrowski  | 4 × 100 m gyors  | 3:13,88  | 11.      |          |          | kiesett | kiesett  |
| Radosław Kawęcki Jakub Kraska Kacper Majchrzak Kamil Sieradzki | 4 × 200 m gyors  | 7:18,91  | 15.      |          |          | kiesett | kiesett  |
| Jan Kozakiewicz Jakub Kraska Jakub Majerski Kacper Stokowski   | 4 × 100 m vegyes | 3:32,62  | 9.       |          |          | kiesett | kiesett  |

Női
| Versenyző        | Versenyszám | Előfutam | Előfutam | Elődöntő | Elődöntő | Döntő   | Döntő    |
| Versenyző        | Versenyszám | Idő      | Hely.    | Idő      | Hely.    | Idő     | Helyezés |
| ---------------- | ----------- | -------- | -------- | -------- | -------- | ------- | -------- |
| Laura Bernat     | 200 m hát   | 2:10,37  | 13.      | 2:12,86  | 14.      | kiesett | kiesett  |
| Katarzyna Wasick | 50 m gyors  | 24,31    | 5.       | 24,26    | 5.       | 24,32   | =5.      |

Vegyes
| Versenyző                                                        | Versenyszám      | Előfutam | Előfutam | Döntő   | Döntő   |
| Versenyző                                                        | Versenyszám      | Idő      | Hely.    | Idő     | Hely.   |
| ---------------------------------------------------------------- | ---------------- | -------- | -------- | ------- | ------- |
| Kornelia Fiedkiewicz Jan Kozakiewicz Jakub Majerski Paulina Peda | 4 × 100 m vegyes | DSQ      | DSQ      | kiesett | kiesett |

## Vitorlázás
Férfi
| Versenyző                          | Versenyszám     | Futam | Futam | Futam | Futam | Futam | Futam | Futam | Futam | Futam | Futam | Futam | Futam | Futam | Pontszám | Helyezés |
| Versenyző                          | Versenyszám     | 1     | 2     | 3     | 4     | 5     | 6     | 7     | 8     | 9     | 10    | 11    | 12    | É     | Pontszám | Helyezés |
| ---------------------------------- | --------------- | ----- | ----- | ----- | ----- | ----- | ----- | ----- | ----- | ----- | ----- | ----- | ----- | ----- | -------- | -------- |
| Piotr Myszka                       | Szörfvitorlázás | (11)  | 4     | 6     | 3     | 5     | 11    | 5     | 2     | 5     | 9     | 5     | 2     | OCS   | 79       | 6.       |
| Paweł Kołodziński Łukasz Przybytek | 49er            | 9     | 7     | 15    | (18)  | 7     | 8     | 7     | 1     | 13    | 17    | 1     | 15    | 4     | 108      | 9.       |

Női
| Versenyző                              | Versenyszám     | Futam | Futam | Futam | Futam | Futam | Futam | Futam | Futam | Futam | Futam | Futam | Futam | Futam   | Pontszám | Helyezés |
| Versenyző                              | Versenyszám     | 1     | 2     | 3     | 4     | 5     | 6     | 7     | 8     | 9     | 10    | 11    | 12    | É       | Pontszám | Helyezés |
| -------------------------------------- | --------------- | ----- | ----- | ----- | ----- | ----- | ----- | ----- | ----- | ----- | ----- | ----- | ----- | ------- | -------- | -------- |
| Zofia Noceti-Klepacka                  | Szörfvitorlázás | 4     | 1     | 14    | (16)  | 16    | 9     | 7     | 8     | 2     | 11    | 7     | 7     | 5       | 96       | 9.       |
| Magdalena Kwaśna                       | Laser radial    | 7     | 28    | 18    | 11    | 15    | 18    | 18    | 13    | 25    | (31)  |       |       | kiesett | 153      | 17.      |
| Jolanta Ogar-Hill Agnieszka Skrzypulec | 470-es osztály  | 1     | 1     | 2     | 5     | 12    | 1     | 5     | 4     | (15)  | 15    |       |       | 4       | 54       |          |
| Kinga Łoboda Aleksandra Melzacka       | 49erFX          | 8     | 14    | 16    | 8     | 5     | 7     | 18    | 15    | 1     | (20)  | 17    | 19    | kiesett | 128      | 15.      |

## Vívás
Női
| Versenyző                                                                   | Versenyszám      | 64-es főtábla            | 32-es főtábla             | Nyolcaddöntő           | Negyeddöntő              | Elődöntő                                                                  | Döntő                                       | Döntő    |
| Versenyző                                                                   | Versenyszám      | Ellenfél Eredmény        | Ellenfél Eredmény         | Ellenfél Eredmény      | Ellenfél Eredmény        | Ellenfél Eredmény                                                         | Ellenfél Eredmény                           | Helyezés |
| --------------------------------------------------------------------------- | ---------------- | ------------------------ | ------------------------- | ---------------------- | ------------------------ | ------------------------------------------------------------------------- | ------------------------------------------- | -------- |
| Aleksandra Jarecka                                                          | Egyéni párbajtőr |                          | Kolobova (ROC) · 15–11    | Fiamingo (ITA) · 13–15 | kiesett                  | kiesett                                                                   | kiesett                                     | kiesett  |
| Renata Knapik-Miazga                                                        | Egyéni párbajtőr |                          | Krivicka (UKR) · 15–8     | Kong (HKG) · 8–15      | kiesett                  | kiesett                                                                   | kiesett                                     | kiesett  |
| Ewa Trzebińska                                                              | Egyéni párbajtőr |                          | Lehis (EST) · 10–11       | kiesett                | kiesett                  | kiesett                                                                   | kiesett                                     | kiesett  |
| Aleksandra Jarecka Renata Knapik-Miazga* Magdalena Piekarska Ewa Trzebińska | Csapat párbajtőr |                          |                           |                        | Észtország (EST) · 26–29 | Helyosztó elődöntő · Az Orosz Olimpiai Bizottság versenyzői (ROC) · 31–25 | 5. helyért · Egyesült Államok (USA) · 31–25 | 6.       |
| Martyna Jelińska                                                            | Egyéni tőr       | Proestakis (CHI) · 15–12 | Gyeriglazova (ROC) · 8–15 | kiesett                | kiesett                  | kiesett                                                                   | kiesett                                     | kiesett  |